# My World / On Time

## Közreműködők
- Barry Gibb – ének, gitár
- Maurice Gibb – ének,  gitár, zongora, orgona, basszusgitár
- Robin Gibb – ének
- Alan Kendall – gitár
- Geoff Bridgeford – dob
- stúdiózenekar Bill Shepherd vezényletével
- hangmérnök – Mike Claydon, Damon Lyon-Shaw, Richard Manwaring, Andy Knight

## A lemez dalai
- My World (Barry és Robin Gibb)  (1971), stereo  4:20, ének: Barry Gibb, Robin Gibb
- On Time  (Maurice Gibb) (1971), mono 3:00, ének: Maurice Gibb

## Top 10 helyezés
- Hongkong:  #1., Olaszország:  #2., Ausztrália:  #3., Hollandia:  #8., Új-Zéland:  #9.

## A kislemez megjelenése országonként
- Európa: Polydor 2058 185
- Ausztrália, Új-Zéland:  Spin LK-4735
- USA, Kanada: Atco 45-6871
- Japán: Polydor DP-1845
- Jugoszlávia:  RTB S53650
- CBS promo: Polydor 2058 186